# Рукетас
Руке́тас (кат. Roquetes, вимова літературною каталанською [rukέtəs]) - муніципалітет, розташований в Автономній області Каталонія, в Іспанії. Код муніципалітету за номенклатурою Інституту статистики Каталонії - 431331. Знаходиться у районі (кумарці) Баш-Ебра (коди району - 09 та BB) провінції Таррагона, згідно з новою адміністративною реформою перебуватиме у складі Ебрської баґарії (округи). 

## Назва муніципалітету
Назва муніципалітету походить від кат. roca - "гора, скеля" та зменшувального суфіксу -et.

## Населення
Населення міста (у 2007 р.) становить 7.689 осіб (з них менше 14 років - 15,3%, від 15 до 64 - 67,9%, понад 65 років - 16,8%). У 2006 р. народжуваність склала 85 осіб, смертність - 71 особа, зареєстровано 35 шлюбів. У 2001 р. активне населення становило 3.193 особи, з них безробітних - 247 осіб.

Серед осіб, які проживали на території міста у 2001 р., 5.442 народилися в Каталонії (з них 4.894 особи у тому самому районі, або кумарці), 811 осіб приїхало з інших областей Іспанії, а 397 осіб приїхало з-за кордону. 

Вищу освіту має 7,3% усього населення. 

У 2001 р. нараховувалося 2.312 домогосподарств (з них 18% складалися з однієї особи, 27,1% з двох осіб,23% з 3 осіб, 20,9% з 4 осіб, 6,9% з 5 осіб, 2,8% з 6 осіб, 0,8% з 7 осіб, 0,1% з 8 осіб і 0,4% з 9 і більше осіб).

Активне населення міста у 2001 р. працювало у таких сферах діяльності : у сільському господарстві - 9,4%, у промисловості - 23,8%, на будівництві - 14,5% і у сфері обслуговування - 52,4%. 

 У муніципалітеті або у власному районі (кумарці) працює 1.856 осіб, поза районом - 1.994 особи.

### Доходи населення
У 2002 р. доходи населення розподілялися таким чином :
| \| Доходи населення за статтями доходів \| Доходи населення за статтями доходів \| Доходи населення за статтями доходів \| \| Рік \| 2002 р. \| 2001 р. \| \| ------------------------------------ \| ------------------------------------ \| ------------------------------------ \| \| Заробітна платня \| 58% \| 59% \| \| Доходи від ведення бізнесу \| 25,8% \| 24,4% \| \| Соціальна допомога \| 16,2% \| 16,7% \| |         |         |
| Доходи населення за статтями доходів |         |         |
| Рік | 2002 р. | 2001 р. |
| Заробітна платня | 58%     | 59%     |
| Доходи від ведення бізнесу | 25,8%   | 24,4%   |
| Соціальна допомога | 16,2%   | 16,7%   |

### Безробіття
У 2007 р. нараховувалося 238 безробітних (у 2006 р. - 247 безробітних), з них чоловіки становили 47,5%, а жінки - 52,5%.

## Економіка
У 1996 р. валовий внутрішній продукт розподілявся по сферах діяльності таким чином :
| \| Валовий внутрішній продукт \| Валовий внутрішній продукт \| Валовий внутрішній продукт \| \| Рік \| 1996 р. \| 1991 р. \| \| -------------------------- \| -------------------------- \| -------------------------- \| \| Сільське господарство \| 7,7% \| 0% \| \| Промисловість \| 51,4% \| 0% \| \| Будівництво \| 9,5% \| 0% \| \| Послуги \| 31,4% \| 0% \| |         |         |
| Валовий внутрішній продукт |         |         |
| Рік | 1996 р. | 1991 р. |
| Сільське господарство | 7,7%    | 0%      |
| Промисловість | 51,4%   | 0%      |
| Будівництво | 9,5%    | 0%      |
| Послуги | 31,4%   | 0%      |

### Підприємства міста

#### Промислові підприємства
| \| Промислові підприємства міста, за сферою діяльності \| Промислові підприємства міста, за сферою діяльності \| Промислові підприємства міста, за сферою діяльності \| \| Рік \| 2002 р. \| 2001 р. \| \| --------------------------------------------------- \| --------------------------------------------------- \| --------------------------------------------------- \| \| Енергетичні та водні ресурси \| 7,1% \| 8,9% \| \| Хімія та метали \| 4,8% \| 4,4% \| \| Переробка металів \| 42,9% \| 44,4% \| \| Продукти харчування \| 14,3% \| 15,6% \| \| Текстиль \| 0% \| 0% \| \| Виробництво меблів, видання \| 31% \| 24,4% \| \| Інше \| 0% \| 2,2% \| \| Усього підприємств \| 42 \| 45 \| |         |         |
| Промислові підприємства міста, за сферою діяльності |         |         |
| Рік | 2002 р. | 2001 р. |
| Енергетичні та водні ресурси | 7,1%    | 8,9%    |
| Хімія та метали | 4,8%    | 4,4%    |
| Переробка металів | 42,9%   | 44,4%   |
| Продукти харчування | 14,3%   | 15,6%   |
| Текстиль | 0%      | 0%      |
| Виробництво меблів, видання | 31%     | 24,4%   |
| Інше | 0%      | 2,2%    |
| Усього підприємств | 42      | 45      |

#### Роздрібна торгівля
| \| Підприємства роздрібної торгівлі міста, за сферою діяльності \| Підприємства роздрібної торгівлі міста, за сферою діяльності \| Підприємства роздрібної торгівлі міста, за сферою діяльності \| \| Рік \| 2002 р. \| 2001 р. \| \| ------------------------------------------------------------ \| ------------------------------------------------------------ \| ------------------------------------------------------------ \| \| Продукти харчування \| 46,4% \| 51,8% \| \| Одяг та взуття \| 10,7% \| 8,4% \| \| Товари для дому \| 11,9% \| 10,8% \| \| Книги та періодичні видання \| 2,4% \| 4,8% \| \| Промислова хімічна продукція \| 8,3% \| 4,8% \| \| Продукція, пов'язана з транспортними засобами \| 3,6% \| 2,4% \| \| Інше \| 16,7% \| 16,9% \| \| Усього підприємств \| 84 \| 83 \| |         |         |
| Підприємства роздрібної торгівлі міста, за сферою діяльності |         |         |
| Рік | 2002 р. | 2001 р. |
| Продукти харчування | 46,4%   | 51,8%   |
| Одяг та взуття | 10,7%   | 8,4%    |
| Товари для дому | 11,9%   | 10,8%   |
| Книги та періодичні видання | 2,4%    | 4,8%    |
| Промислова хімічна продукція | 8,3%    | 4,8%    |
| Продукція, пов'язана з транспортними засобами | 3,6%    | 2,4%    |
| Інше | 16,7%   | 16,9%   |
| Усього підприємств | 84      | 83      |

#### Сфера послуг
| \| Підприємства міста, що працюють у сфері послуг, за діяльністю \| Підприємства міста, що працюють у сфері послуг, за діяльністю \| Підприємства міста, що працюють у сфері послуг, за діяльністю \| \| Рік \| 2002 р. \| 2001 р. \| \| ------------------------------------------------------------- \| ------------------------------------------------------------- \| ------------------------------------------------------------- \| \| Гуртова торгівля \| 14,6% \| 16,6% \| \| Готелі та готельний бізнес \| 15,6% \| 16,6% \| \| Транспорт та зв'язок \| 21,5% \| 21,6% \| \| Посередницькі фінансові послуги \| 2,9% \| 3% \| \| Послуги підприємствам \| 5,4% \| 5,5% \| \| Послуги фізичним особам \| 32,2% \| 28,1% \| \| Нерухомість та ін. \| 7,8% \| 8,5% \| \| Усього підприємств \| 205 \| 199 \| |         |         |
| Підприємства міста, що працюють у сфері послуг, за діяльністю |         |         |
| Рік | 2002 р. | 2001 р. |
| Гуртова торгівля | 14,6%   | 16,6%   |
| Готелі та готельний бізнес | 15,6%   | 16,6%   |
| Транспорт та зв'язок | 21,5%   | 21,6%   |
| Посередницькі фінансові послуги | 2,9%    | 3%      |
| Послуги підприємствам | 5,4%    | 5,5%    |
| Послуги фізичним особам | 32,2%   | 28,1%   |
| Нерухомість та ін. | 7,8%    | 8,5%    |
| Усього підприємств | 205     | 199     |

## Житловий фонд
У 2001 р. 3,5% усіх родин (домогосподарств) мали житло метражем до 59 м2, 32,4% - від 60 до 89 м2, 42,3% - від 90 до 119 м2 і
21,8% - понад 120 м2.

З усіх будівель у 2001 р. 32,9% було одноповерховими, 38,5% - двоповерховими, 25,1
% - триповерховими, 1,8% - чотириповерховими, 1,3% - п'ятиповерховими, 0,3% - шестиповерховими,
0,2% - семиповерховими, 0,1% - з вісьмома та більше поверхами.

## Автопарк
| \| Автомобілі, зареєстровані у місті, за призначенням \| Автомобілі, зареєстровані у місті, за призначенням \| Автомобілі, зареєстровані у місті, за призначенням \| \| Рік \| 2006 р. \| 2005 р. \| \| -------------------------------------------------- \| -------------------------------------------------- \| -------------------------------------------------- \| \| Приватні автомобілі \| 62,3% \| 63,1% \| \| Мотоцикли \| 8,2% \| 7,7% \| \| Вантажівки \| 25,4% \| 25,4% \| \| Трактори \| 0,7% \| 0,7% \| \| Автобуси та ін. \| 3,4% \| 3,2% \| \| Усього автомобілів \| 5.570 шт. \| 5.274 шт. \| |           |           |
| Автомобілі, зареєстровані у місті, за призначенням |           |           |
| Рік | 2006 р.   | 2005 р.   |
| Приватні автомобілі | 62,3%     | 63,1%     |
| Мотоцикли | 8,2%      | 7,7%      |
| Вантажівки | 25,4%     | 25,4%     |
| Трактори | 0,7%      | 0,7%      |
| Автобуси та ін. | 3,4%      | 3,2%      |
| Усього автомобілів | 5.570 шт. | 5.274 шт. |

## Вживання каталанської мови
У 2001 р. каталанську мову у місті розуміли 97,1% усього населення (у 1996 р. - 99,2%), вміли говорити нею 88,5% (у 1996 р. - 
93,2%), вміли читати 84,6% (у 1996 р. - 79,8%), вміли писати 60,6
% (у 1996 р. - 42,5%). Не розуміли каталанської мови 2,9%.

## Політичні уподобання
У виборах до Парламенту Каталонії у 2006 р. взяло участь 2.842 особи (у 2003 р. - 3.182 особи). Голоси за політичні сили розподілилися таким чином:
| \| Вибори до Парламенту Каталонії \| Вибори до Парламенту Каталонії \| Вибори до Парламенту Каталонії \| \| Рік \| 2006 р. \| 2003 р. \| \| -------------------------------------- \| ------------------------------ \| ------------------------------ \| \| Конвергенція та Єднання (CiU) \| 23,3% \| 21,3% \| \| Соціалістична партія Каталонії (PSC) \| 31,4% \| 30,6% \| \| Народна партія (PP) \| 9,5% \| 12,4% \| \| Ініціатива за Каталонію — Зелені (ICV) \| 7,4% \| 6,3% \| \| Республіканська лівиця Каталонії (ERC) \| 25,7% \| 28% \| \| Громадяни — Громадянська партія (C's) \| 0,4% \| 0% \| \| Інші \| 2,4% \| 1,4% \| |         |         |
| Вибори до Парламенту Каталонії |         |         |
| Рік | 2006 р. | 2003 р. |
| Конвергенція та Єднання (CiU) | 23,3%   | 21,3%   |
| Соціалістична партія Каталонії (PSC) | 31,4%   | 30,6%   |
| Народна партія (PP) | 9,5%    | 12,4%   |
| Ініціатива за Каталонію — Зелені (ICV) | 7,4%    | 6,3%    |
| Республіканська лівиця Каталонії (ERC) | 25,7%   | 28%     |
| Громадяни — Громадянська партія (C's) | 0,4%    | 0%      |
| Інші | 2,4%    | 1,4%    |

У муніципальних виборах у 2007 р. взяло участь 3.354 особи (у 2003 р. - 3.516 осіб). Голоси за політичні сили розподілилися таким чином:
| \| Муніципальні вибори \| Муніципальні вибори \| Муніципальні вибори \| \| Рік \| 2007 р. \| 2003 р. \| \| -------------------------------------- \| ------------------- \| ------------------- \| \| Конвергенція та Єднання (CiU) \| 12,6% \| 10,5% \| \| Соціалістична партія Каталонії (PSC) \| 38,3% \| 42,5% \| \| Народна партія (PP) \| 9,1% \| 11,1% \| \| Ініціатива за Каталонію — Зелені (ICV) \| 0% \| 0% \| \| Республіканська лівиця Каталонії (ERC) \| 29,5% \| 21,4% \| \| Громадяни — Громадянська партія (C's) \| 0% \| 0% \| \| Інші \| 10,6% \| 14,5% \| |         |         |
| Муніципальні вибори |         |         |
| Рік | 2007 р. | 2003 р. |
| Конвергенція та Єднання (CiU) | 12,6%   | 10,5%   |
| Соціалістична партія Каталонії (PSC) | 38,3%   | 42,5%   |
| Народна партія (PP) | 9,1%    | 11,1%   |
| Ініціатива за Каталонію — Зелені (ICV) | 0%      | 0%      |
| Республіканська лівиця Каталонії (ERC) | 29,5%   | 21,4%   |
| Громадяни — Громадянська партія (C's) | 0%      | 0%      |
| Інші | 10,6%   | 14,5%   |